# Lasiocampa grandis
Lasiocampa grandis is een vlinder uit de familie spinners. De wetenschappelijke naam is voor het eerst geldig gepubliceerd in 1891 door Rogenhofer.
De soort komt voor in Europa.